# آرفيد شينك
آرفيد شينك (بالألمانية: Arvid Schenk)‏ (28 يوليو 1989 بروستوك في ألمانيا - ) هو لاعب كرة قدم ألماني في مركز حراسة المرمى. لعب مع نادي سانت باولي ونادي فولفسبورغ وهانزا روستوك ونادي دندي وAltonaer FC von 1893 ‏.

## روابط خارجية
- آرفيد شينك على موقع إي إس بي إن إف سي (الإنجليزية)
- آرفيد شينك على موقع قاعدة بيانات كرة القدم.إي يو (الإنجليزية)
- آرفيد شينك على موقع Soccerway.com (الإنجليزية)
- آرفيد شينك على موقع عالم كرة القدم.نت (الإنجليزية)